# بريت تايلور
بريت تايلور (بالإنجليزية: Bret Taylor)‏ هو ريادي ومبرمج كمبيوتر أمريكي، وقد شارك في إنشاء خرائط جوجل وخرائط جوجل أبي (API). غادر تايلور جوجل في يونيو 2007 للانضمام إلى شركة رأس المال الاستثماري بينشمارك كابيتال بصفته رائد أعمال مقيم، حيث أنشأ هو وجيم نوريس -أحد موظفي غوغل السابقين- موقع فريندفيد على الشبكة الاجتماعية.
```
كان تايلور الرئيس التنفيذي لشركة فريندفيد حتى أغسطس 2009، عندما تم شراء الشركة من قبل 
فيسبوك
 بمبلغ يقدر ب 50 مليون دولار.
[
5
]
 كان تايلور 
مدير التكنولوجيا التنفيذي
 في الفيسبوك 
[
6
]
 حتى صيف عام 2012 عندما غادر لبدء شركته الخاصة.
[
7
]
 في 15 مارس 2013، أعلن أن 
مايك سكروبر
 سيملأ دور مدير التكنولوجيا التنفيذي الجديد من الفيسبوك.
[
8
]

شارك تايلور أيضاً في كتابة والمحافظة على 
تورنادو خادم الويب
، حيث تم إنشاء البرنامج في فريندفيد وأصبح من 
البرمجيات مفتوحة المصدر
 بعدما تم الحصول على فريندفيد من قبل الفيسبوك في عام 2009.
[
9
]
```

درس تايلور في جامعة ستانفورد، حيث حصل على درجة البكالوريوس 2002 ودرجة الماجستير 2003 في علوم الكمبيوتر.
في 15 يونيو 2012، أعلن تايلور عن خططه لترك فيسبوك لبدء شركة جديدة.
في 30 يوليو 2013، أعلنته كويب (شركة برمجية) كمؤسس.
في 5 يوليو 2016، أعلنت تويتر أن تايلور تم تعيينه في مجلس إدارتها.